# Belldown's Point
Belldown's Point foi uma vila localizada na província canadense de Terra Nova e Labrador. A vila ficava próxima a Cow Head. Tinha uma população de 52 habitantes em 1956.